# 2113.
◄ | 21. stoljeće | 22. stoljeće | 23. stoljeće | ►
◄ | 2080-ih | 2090-ih | 2100-ih | 2110-ih | 2120-ih | 2130-ih | 2140-ih | ►
◄◄ | ◄ | 2110. | 2111. | 2112. | 2113. | 2114. | 2115. | 2116. | ► | ►►
Astronomija

## Događaji
- Pluton će dosegnuti afel.
- Prstenasta pomrčina Sunca